# Wendisch Evern
Wendisch Evern là một đô thị của huyện Lüneburg, bang Niedersachsen, Đức. Đô thị này có diện tích 14,9 km².